# Это что за птица?
«Это что за птица?» — советский короткометражный сатирический мультипликационный фильм по мотивам сказки Владимира Сутеева о тщеславии.

## Сюжет
Завистливый Гусь выменял у других птиц понравившееся ему: шею Лебедя, клюв Пеликана, крылья Вороны, ноги Журавля, хвост Павлина; у Петуха — гребешок и «кукареку» в придачу. Стал Гусь ни на кого не похож, вот только над ним все́ почему-то смеялись.
Советом помог Воробей, предложивший сменять глупость Гуся на мудрость Совы. У Совы-то Гусь и узнал, что «Умной птице не годится чужими перьями гордиться». Осознавший свою ошибку Гусь, меняет всё обратно.
Мультфильм заканчивается морализаторским вопросом: «Вы в жизни встречали подобную птицу?», что в реалиях 1955 года подразумевало «стиляг».

## Создатели
| режиссёр                   | Евгений Мигунов |
| композитор                 | Никита Богословский |
| художники-постановщики     | Евгений Мигунов, Борис Корнеев |
| оператор                   | Николай Воинов |
| звукооператор              | Николай Прилуцкий |
| ассистент режиссёра        | Лидия Ковалевская |
| ассистент по монтажу       | Нина Майорова |
| художники-мультипликаторы: | Фёдор Хитрук, Вячеслав Котёночкин, Владимир Пекарь, Дмитрий Белов, Борис Бутаков, Игорь Подгорский, Лидия Резцова                                                   |
| художники-декораторы:      | Лана Азарх, Ирина Светлица |
| текст песенки              | Евгения Мигунова |
| роли озвучивали            | Георгий Вицин — гусь, Агарь Власова — воробей / ворона, Григорий Шпигель — лебедь, Геннадий Дудник — журавль, Константин Зубов — пеликан, Михаил Трояновский — сова |